# Regiment de Nostra Senyora del Roser
El Regiment de Nostra Senyora del Roser fou una unitat militar de l'Exèrcit Regular de Catalunya durant la Guerra de Successió.

## Història
Aquest regiment fou llevat el 28 de juliol 1713, després de la declaració de guerra de les autoritats de Catalunya contra el Duc d'Anjou i el Regne de França. La major part dels seus membres procedien del Regiment de Reials Guàrdies Catalanes.
Va participar en nombrosos episodis durant el setge de Barcelona, com la defensa del convent dels Caputxins, la batalla del Baluard de Santa Clara i la batalla de l'11 de Setembre.

## Uniforme

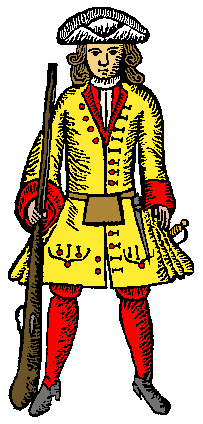
Uniforme a partir del novembre de 1713

L'uniforme d'aquest regiment era similar al de les Reials Guàrdies, d'on procedien bona part dels seus efectius. La casaca era de color groc de fons amb la divisa vermella i botons folrats vermells. En els primers mesos, la jupa i calces eren de color cru, però a partir de novembre de 1713 passen a ser de color vermell.